# Phare d'English Caye

Le phare d'English Caye (en espagnol : Faro de Cayo English) est un phare actif situé sur la caye English à l'est de l'atoll Turneffe, dans la District de Belize au Belize.
Le phare, fonctionnant à l"énergie solaire, est exploité et entretenu par l'autorité portuaire de Belize.

## Histoire
La caye English est une petite île située à environ 25 km à au sud-est du port de Belize City.
La station se signalisation a été mise en service en 1846. Actuellement il comprend plusieurs bâtiments à côté de la tour et un ponton. L'un des bâtiments est occupé par la station de pilote du Belize. Le phare marque l'approche du port de Belize.

## Description
Ce phare actuelle est une tour métallique pyramidale à claire-voie, avec une galerie et une lanterne de 19 m de haut. La tour est peinte en blanc. Il émet, à une hauteur focale d'environ 10 m, un éclat blanc par période de 2.5 secondes. Sa portée est de 11 milles nautiques (environ 21 km).
Identifiant : ARLHS : BLZ-012 - Amirauté : J5943.1 - NGA : 110-16308 .

### Lien connexe
- Liste des phares du Belize